# Harrison A. Williams
Harrison A. Williams (Plainfield, 1919. december 10. – Denville Township, 2001. november 17.) az Amerikai Egyesült Államok szenátora (New Jersey, 1959–1982).